# Příprava jednání
Příprava jednání je fází civilního procesu, upravena je zákonem č. 99/1963 Sb., občanský soudní řád, který v § 114 nastiňuje postup soudu po zahájení řízení před samotným jednáním. Kdy je nutné, aby jednání bylo náležitě připraveno.
Po zahájení řízení předseda senátu především zkoumá (§ 114 odst. 1) zda jsou splněny podmínky řízení a zda byly odstraněny případné vady v žalobě.

## Skončení řízení
Mohou nastat situace, kdy řízení skončí. Ustanovení § 114 odst. 2 vyjmenovává situace, kdy dojde ke skončení řízení, aniž by byla věc projednána a rozhodnuta. Tento stav může nastat:
- Zastaví-li soud řízení, protože:
  - je tu takový nedostatek podmínky řízení, který nelze odstranit
  - se nepodařilo odstarnit nedostatek podmínky řízení
  - je tu jiný důvod stanovený zákonem.
- Odmítne-li soud návrh.

## Příprava jednání
Jestli-že řízení nebylo skončeno, vyžaduje se, aby předseda senátu provedl přípravu jednání podle § 114a. V této fázi se jeví jako důležitá součinnost účastníků řízení - žalobce a žalovaného. Je důležité, aby byla věc co nejrychleji projednána a rozhodnuta, aby bylo možné věc rozhodnout zpravidla při jediném jednání. Soud provádí typické činnosti, popsané v § 114a odst. 2:
- vyzve žalovaného, případně ostatní účastníky, aby:
  - se k věci písemně vyjádřili
  - předložili soudu listinné důkazy, jichž se dovolávájí.
- vyžádá si zprávu o skutečnostech, které mají význam pro řízení a rozhodnutí
- ustanoví znalce, jestliže jsou splněny podmínky
- zajistí, aby bylo možno provést potřebné důkazy
- činí jiná vhodná opatření.

## Kvalifikovaná výzva podle § 114b
Kvalifikovanou výzvu lze formulovat jako výzvu žalovanému k vyjádření se používanou pouze ve sporném řízení, nelze ji však využít:
- ve věcech, v nichž nelze uzavřít a schválit smír (§ 99 odst. 1 a 2)
- po přípravném jednání podle § 114c
- po prvním jednání ve věci

Tento druh výzvy může předseda senátu zaslat žalovanému namísto prosté výzvy (§ 114a odst. 2 písm. a)):
- vyžaduje-li to povaha věci nebo okolnosti případu (jakož i tehdy, bylo-li o věci rozhodnuto platebním rozkazem, elektronickým platebním rozkazem nebo evropským platebním rozkazem)
- pokud prosté výzvě žalovaný řádně a včas nevyhověl.

Obsahem kvalifikované výzvy, v níž předseda senátu žalovanému usnesením uloží, aby:
- se ve věci písemně vyjádřil a aby v případě, že nárok uplatněný v žalobě zcela neuzná
- ve vyjádření vylíčil rozhodující skutečnosti, na nichž staví svoji obranu
- k vyjádření připojil listinné důkazy, jichž se dovolává
- popřípadě označil důkazy k prokázání svých tvrzení.

K podání vyjádření předseda senátu určí žalovanému lhůta. Tato lhůta však nesmí být kratší 30 dnů od doručení usnesení. Mohou nastat případy, kdy je rozhodnuto platebním rozkazem, elektronickým platebním rozkazem, evropským platebním rozkazem. V této se lhůta určí až ode dne uplynutí lhůty k podání odporu proti platebnímu rozkazu, elektronickému platebnímu rozkazu nebo evropskému platebnímu rozkazu. Kvalifikovanou výzvu je nutno doručit žalovanému do vlastních rukou, neboť náhradní doručování se vylučuje. V případech, kdy se doručuje prostřednictvím veřejné datové sítě do datové schránky, toto vyloučení neplatí. Toto usnesení rovněž nemůže být doručeno dříve než žaloba.
Může nastat i situace, kdy se žalovaný bez vážného důvodu na tuto výzvu soudu včas nevyjádří a ani ve stanovené lhůtě soudu nesdělí, jaký vážný důvod mu v tom brání. Poté se má se za to, že nárok, který je proti němu žalobou uplatňován, uznává; což vede k vydání rozsudku pro uznání. Nutností je, aby byl o tomto následku žalovaný poučen.

## Judikatura
Postupem při vydání rozsudku pro uznání se zabýval Ústavní soud. V nálezu ze dne 1. 4. 2014, sp. zn. IV.ÚS 2503/13, dospěl k závěru, že postup nalézacího i odvolacího soudu vedoucí k vydání napadených rozhodnutí, lze označit za nespravedlivý a přehnaně formalistický. Jmenované soudy dospěly k úsudku, že stěžovatel se v projednávaném případě kvalifikovaně nevyjádřil a ve věci rozhodly rozsudkem pro uznání, ačkoliv stěžovatel v soudem uložené lhůtě ve svém písemném podání výslovně uvedl kromě rozsáhle námitky věcné i místní nepříslušnosti soudu prvního stupně: „Aniž by tím žalovaná jakkoli zpochybňovala, že na námitce nedostatku pravomoci soudu České republiky trvá, žalovaná soudu sděluje, že neuznává žalovanou pohledávku co do důvodu i výše, a to ani částečně. Z titulu dodávky čerpadla označené žalobou je žalovaná nikoli dlužníkem, ale věřitelem, neboť ji za uskutečněnou dodávku nebylo řádně a včas zaplaceno. … Tímto podáním zdejšímu soudu, se žalovaná nevzdává svého práva řádně se vyjádřit k žalobnímu návrhu zákonnému soudci.“ Obecné soudy v dané věci sice důvodně dospěly k závěru, že povinnost uložená stěžovateli podle § 114b odst. 5 o. s. ř. nebyla z jeho strany náležitě splněna, avšak z obsahu jeho podání nebylo v daném případě možné dovodit právní fikci uznání, zejména když šlo o zahraniční subjekt, který v dané fázi řízení ještě jednal bez právního zastoupení. Pouze na okraj Ústavní soud dodává, že dikce ustanovení § 114b odst. 5 ve spojení s § 153a odst. 3 o. s. ř. sice zdánlivě neposkytuje rozhodujícímu soudci prostor pro diskreci při jejich aplikaci, avšak obecná pravidla spravedlivého procesu včetně ústavních kautel podle čl. 36 Listiny základních práv a svobod musí být i v takovém případě respektována tak, aby byla nejen zachována rovnost stran soudního sporu, ale i přístup k soudu.